# Štěnkov

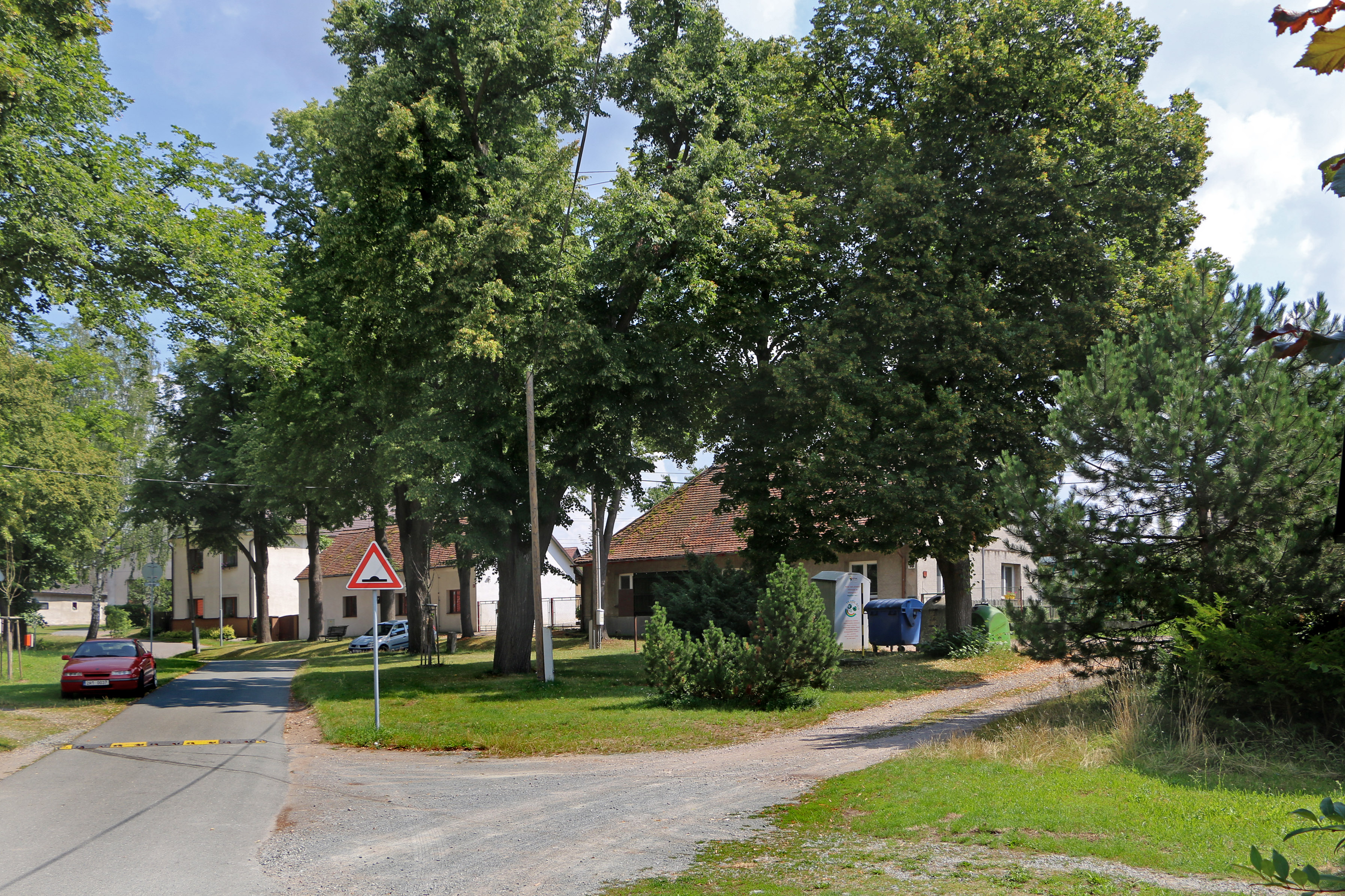
Dorfplatz

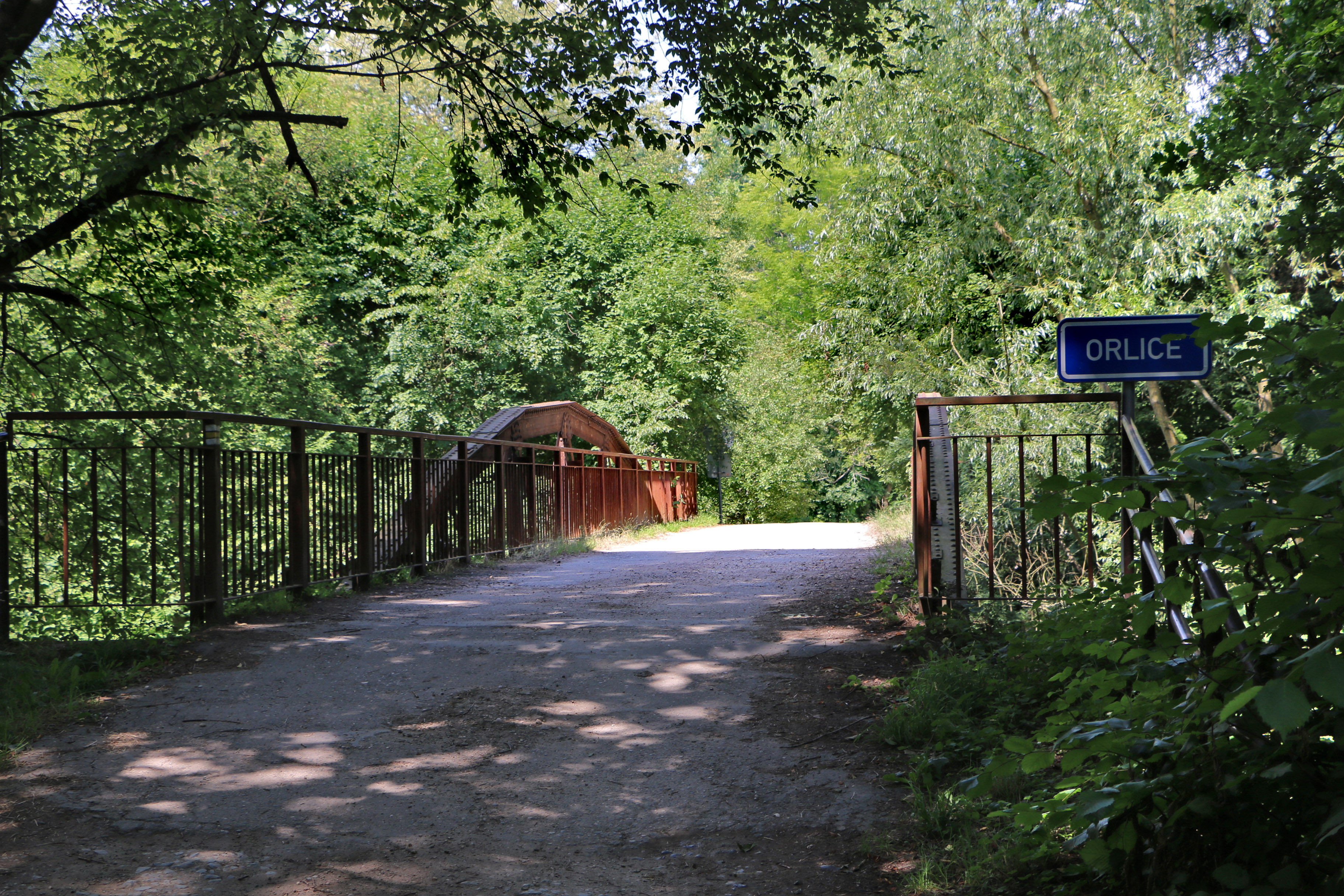
Brücke über die Orlice

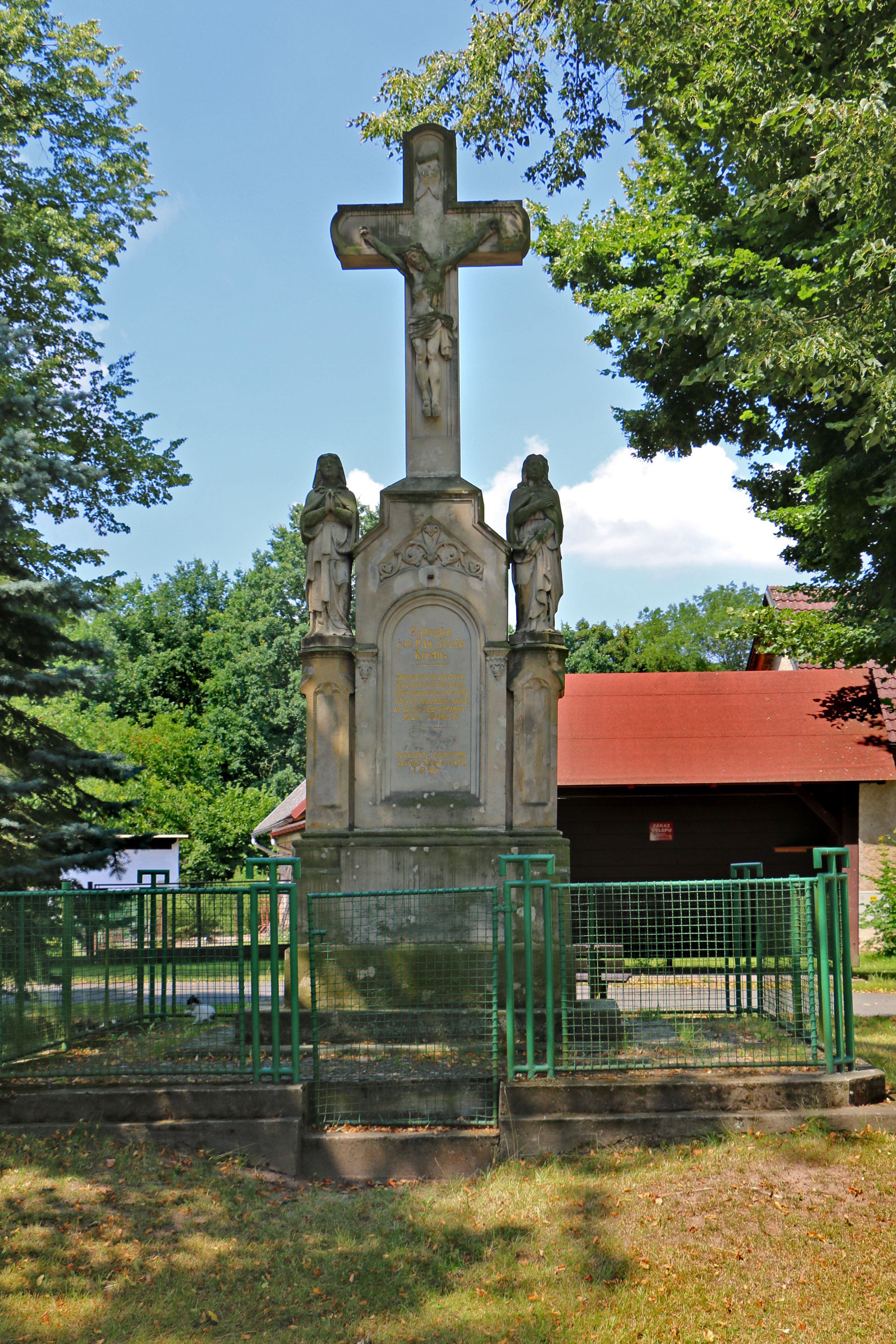
Kreuz auf dem Dorfplatz

Štěnkov (deutsch Stienkow, 1939–45 Wolfshof) ist ein Ortsteil der Stadt Třebechovice pod Orebem in Tschechien. Er liegt elf Kilometer östlich des Stadtzentrums von Hradec Králové und gehört zum Okres Hradec Králové.

## Geographie
Štěnkov befindet sich rechtsseitig der Orlice auf dem Gebiet des Naturparks Orlice in den Orlické nivy (Adlerauen). Nördlich des Dorfes verläuft die Staatsstraße I/11 zwischen Třebechovice pod Orebem und Týniště nad Orlicí, dahinter die Bahnstrecke Chlumec nad Cidlinou–Międzylesie. Štěnkov wird von ausgedehnten Kiefernwäldern umgeben; nordöstlich erstreckt sich das Biedowitzer Wildgehege (Obora Bědovice), im Süden der Großbieltscher und der Neudorfer Forst. Südwestlich erhebt sich die Sládková (274 m n.m.).
Nachbarorte sind Třebechovice pod Orebem und Bědovice im Norden, V Končinách, Dvůr, Lipiny und Bolehošťská Lhota im Nordosten, Vyhnanice, Ježkovice, Křivice und Lickov im Osten, Petrovice, Petrovičky und Suté Břehy im Südosten, Nová Ves und Vysoké Chvojno im Süden, Poděbradka und Bělečko im Südwesten, Marokánka, Osada Kováků und Nový Hradec Králové im Westen sowie Bělečský Mlýn, Běleč nad Orlicí und Krňovice im Nordwesten.

## Geschichte
Die erste urkundliche Erwähnung von Štěnkov erfolgte im Jahre 1406, als Hynek Hlaváč von Dubá dem Altaristen an dem von seiner Schwester Anežka von Roudnice gestifteten Allerheiligenaltar in der Hohenbrucker Kirche an Stelle der Roudniceer Pfründe Einkünfte aus Štěnkov überließ. Ab 1494 wurde das Dorf als Čenkov bezeichnet. 1496 verkaufte Johanka von Březovice die von ihrem Vater Přibík Kroměšín von Březovice geerbte Feste Hohenbruck mit dem Hof und dem Städtchen Hohenbruck sowie elf Dörfern, darunter Čenkov, für 5000 Schock Böhmische Groschen an Nikolaus d. J. Trčka von Lípa, der sie mit seiner Herrschaft Opočno vereinigte. Nach dem Tode von Jan Rudolf Trčka von Lípa wurde die Herrschaft Opočno durch König Ferdinand II. konfisziert und 1635 an die Brüder Hieronymus und Rudolf von Colloredo-Waldsee verpfändet. Ab 1789 folgten die Grafen Colloredo-Mannsfeld, die die Herrschaft bis zur Mitte des 19. Jahrhunderts besaßen.
Im Jahre 1836 bestand das im Königgrätzer Kreis gelegene Dorf Stěnkow, auch Stěnkowitz genannt, aus 29 Häusern, in denen 230 Personen, darunter 3 Protestanten, lebten. Pfarrort war Hohenbruck. Bis zur Mitte des 19. Jahrhunderts blieb das Dorf der Herrschaft Opočno untertänig.
Nach der Aufhebung der Patrimonialherrschaften bildete Stěnkov ab 1849 eine Gemeinde im Gerichtsbezirk Königgrätz. Ab 1868 gehörte die Gemeinde zum Bezirk Königgrätz. Auf Anordnung der Linguistischen Kommission in Prag wurde 1921 der Ortsname in Štěnkov abgeändert. Im Jahre 1927 hatte die Gemeinde 211 Einwohner. 1949 wurde Štěnkov dem Okres Hradec Králové-okolí zugeordnet; dieser wurde im Zuge der Gebietsreform von 1960 aufgehoben, seitdem gehörte die Gemeinde zum Okres Hradec Králové. Am 14. Juni 1964 wurde Štěnkov nach Třebechovice eingemeindet. Am 3. März 1991 hatte der Ort 174 Einwohner; beim Zensus von 2001 lebten in den 80 Wohnhäusern von Štěnkov 158 Personen. Im 20. Jahrhundert entstand westlich des Dorfes in der großen Schleife der Orlice eine ausgedehnte Feriensiedlung, zu der von Štěnkov eine schmale Fahrbrücke über den Fluss führt.

## Ortsgliederung
Der Ortsteil Štěnkov bildet einen Katastralbezirk.

## Sehenswürdigkeiten
- Steinernes Kreuz auf dem Dorfplatz
- Mächtige Eiche, südwestlich des Dorfes an der Orlice, Baumdenkmal
- Naturdenkmal Orlice, geschützt sind die erhaltenen Mäander des Flusses